# Bulaceros newcannorum
Bulaceros newcannorum — вид війчастих плоских червів родини Pseudocerotidae. Описаний у 2020 році. До того рід Bulaceros вважався монотиповим.

## Поширення
Вид поширений на півночі Індійського океану. Виявлений на коралових атолах Лаккадівських островів.

## Опис
Характеризується горбчастими псевдохвостиками з білими кінчиками, напівпрозорим фоном з коричневими кишковими дивертикулами, темніший медіально, неправильними білими плямами на спинці, краєм з білих плям та коричнево-чорною підмежовою смугою.